# جوکو یوهان سالومکی
جوکو یوهان سالومکی (به فنلاندی: Jouko Johann Salomäki) (زاده ۲۶ اوت ۱۹۶۲) کشتی گیر کشور فنلاند است.
در المپیک ۱۹۸۴ که در شهر لس آنجلس، کالیفرنیا برگزار می‌شد کشورهای بلوک شرق مسابقات را تحریم کرده و بدین ترتیب کشتی‌گیران نامدار و عنوان‌دار این کشورها در مسابقات حضور نداشتند و سالومکی از این فرصت استفاده کرده و توانست قهرمان المپیک شود.